# Jingzhao
Jingzhao (Chino: 京兆 ) fue una región histórica (Comandancia) alrededor de la antigua capital china de Chang'un.

## Dinastía Han
A principios de la dinastía Han, el gobernador de la capital Chang'un y sus proximidades se le conoció como You Neishi (右內史), así como la región. En el 104 dC, la mitad oriental de You Neishi fue renombrada a Jingzhao Yin (京兆尹, "Intendente de la Capital"), mientras que la mitad occidental se convirtió en You Fufeng. La región incluía 12 condados: Chang'un (長安), Xinfeng (新豐), Chuansikong (船司空), Lantian (藍田), Huayin (華陰), Zheng (鄭), Hu (湖), Xiagui (下邽), Nanling (南陵), Fengming (奉明), Baling (霸陵) y Duling (杜陵). En el 2 dC, la población era 682,468, en 195,702 casas. Al final de la dinastía Han, lo condados de Nanling, Fengming y Chuansikong fueron abolidos, Hu y Huayin se volvieron parte de la Comandancia de Hongnongy, mientras que  5 nuevos condados – Changling (長陵), Yangling (陽陵), Shangluo (上雒), Shang (商縣), y Yinpan (陰盤) –  se integraron a Jingzhao de otras Comandancias.

## De la dinastía Cao Wei a la Sui
Durante la dinastía de Cao Wei, Jingzhao se convirtió en una comandancia regular, y a su gobernador se le conocía como "gran administrador" (太守). En 583, la comandancia fue disuelta. En 607, aun así, el sistema de comandancias fue restaurada y la Pregectura de Yong (雍州) se renombró como Comandancia de Jingzhao.

## Desde la dinastía Tang
Durante la dinastía Tang, Jingzhao era una prefectura superior (府) creada en 713 dC tras la conversión de la  Prefectura de Yong (雍州).  Se encontraba al norte de la cordillera Qin en Shaanxi con Chang'un como su núcleo. Un censo tomado en el 742 dC recogió un total de 362,921 casas (población: 1,960,188), y un censo tomado ca. 813 dC  informó sólo de 241,202 casas.
Chang'un fue destruida tras la caída de la dinastía Tang. Aun así, el nombre "Jingzhao" fue restaurado en la dinastía del Tang Tardío. Durante la dinastía Song, la prefectura administró 13 condados: Chang'un (長安), Fanchuan (樊川), Hu (鄠), Lantian (藍田), Xianyang (咸陽), Jingyang (涇陽), Yueyang (櫟陽), Gaoyang (高陽), Xingping (興平), Lintong (臨潼), Liquan (醴泉), Wugong (武功), y Qianyou (乾祐). Este nombre se empleó hasta la dinastía Yuan cuándo la prefectura se renombró a Camino de Anxi (安西路) y tiempo después, Camino de Fengyuan (奉元路). En ladinastía Ming,  adoptó su nombre actual Xi'un.